# Vuontiskero
Vuontiskero är en ås i Finland. Den ligger i Enontekis i landskapet Lappland, i den norra delen av landet, 1 000 km norr om huvudstaden Helsingfors.